# Xã Nilsen, Quận Wilkin, Minnesota
Xã Nilsen (tiếng Anh: Nilsen Township) là một xã thuộc quận Wilkin, tiểu bang Minnesota, Hoa Kỳ. Năm 2010, dân số của xã này là 60 người.